# Térénez (Plougasnou)
Pour les articles homonymes, voir Térénez.
 Térénez est un village situé au sud-ouest de la commune de Plougasnou, dans le nord du Finistère, en Bretagne.
On y trouve un port et une plage en bordure de la baie de Morlaix. Cette anse est une zone naturelle protégée par deux zones naturelles d'intérêt écologique, faunistique et floristique (ZNIEFF) : l’anse de Terenez-Kernehelen (530002113) et les baies de Morlaix et de Carantec (530015153).

## Histoire
La construction d'une cale au port de Térénez est décidée en 1890 par le Conseil général du Finistère et reçoit une subvention de l'État.

## Géographie
Ce hameau côtier de la baie de Morlaix est situé au sud-ouest de la commune de Plougasnou, en Trégor finistérien. Le hameau est traversé par le sentier de grande randonnée 34 et il est séparé de la presqu’ile de Barnenez, sur laquelle est situé le cairn de Barnenez par l’anse de Térénez.

Térénez en bordure de la Baie de Morlaix.

## Galerie

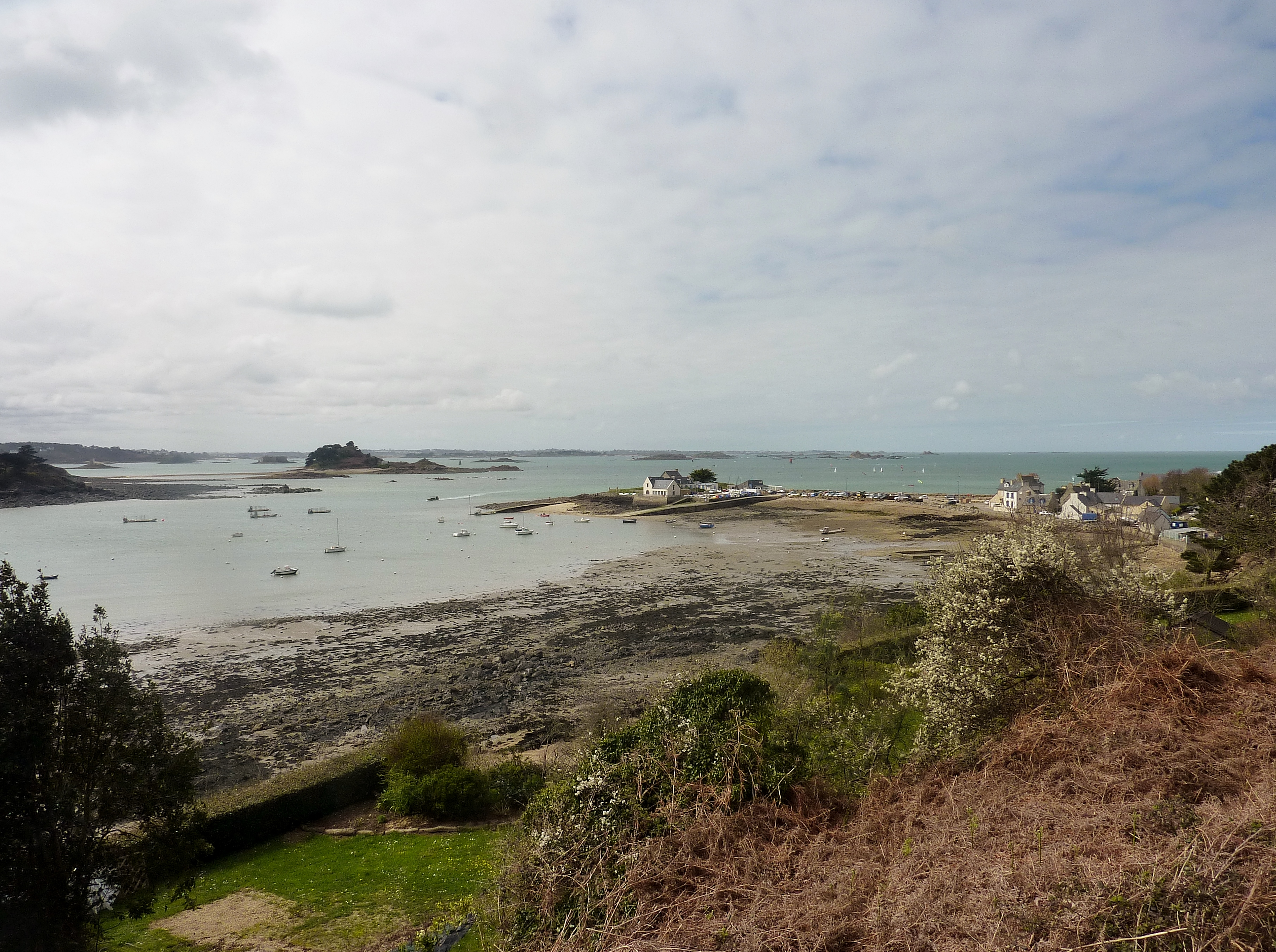
Le port de Térénez et les îlots de la baie de Morlaix
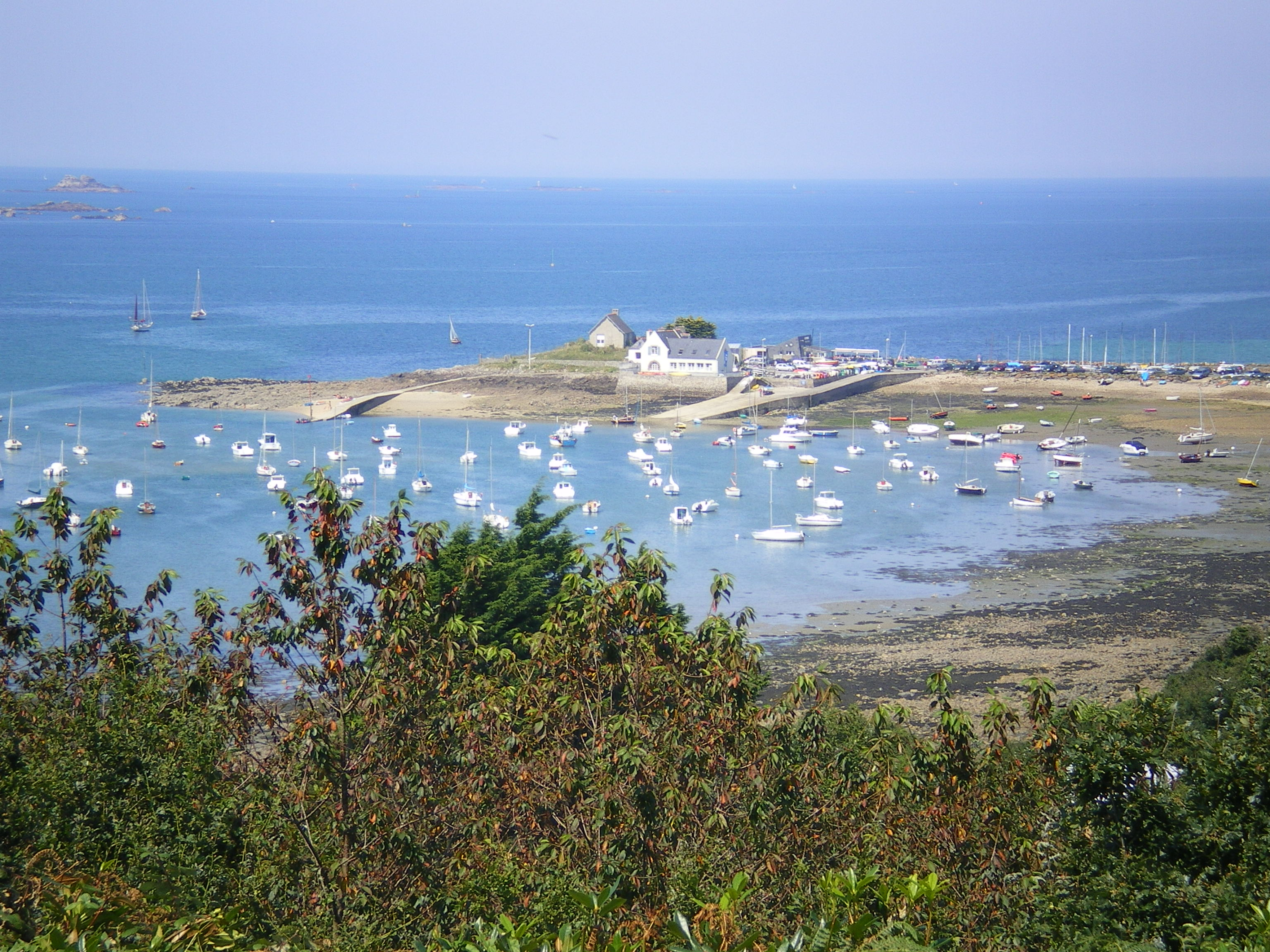
Le port de Térénez à marée haute